# Kamsko-Ust'inskij rajon
Il Kamsko-Ust'inskij rajon (in russo Камско-Устьинский район?, in tataro: Кама Тамагы районы) è un municipal'nyj rajon della Repubblica Autonoma del Tatarstan, in Russia. Istituito il 12 gennaio 1965, occupa una superficie di 1 198,8 chilometri quadrati, conta 14 460 abitanti ed è suddiviso in 3 insediamenti di tipo urbano e 17 comuni rurali. Il centro amministrativo è l'insediamento di tipo urbano di Kamskoe Ust'e.

## Geografia
Il distretto si trova nella parte occidentale della repubblica, sulla riva destra del Volga. Il confine orientale e meridionale del territorio si trovano lungo l'area del bacino idrico di Samara.